# Stereotyp (Sozialpsychologie)
In der Sozialpsychologie bezeichnet der Begriff Stereotyp im Gegensatz zur Alltagssprache, in der Vorurteile, Stigma, Stereotyp oder Schubladendenken oft synonym verwendet werden, Überzeugungen über soziale Gruppen und ihre Mitglieder. Hierzu werden alle Informationen gezählt, welche im Zusammenhang mit sozialen Kategorien in unserem Gedächtnis gespeichert worden sind. In diesem Sprachgebrauch beziehen sich Stereotype also auf generalisierte Eigenschaftszuschreibungen im Zusammenhang mit sozialen Kategorien, wobei nicht unterschieden wird, ob es sich um äußere oder innere, um positive, negative oder neutrale Eigenschaften handelt, oder ob diese Zuschreibungen richtig oder falsch sind.
Abgrenzen lässt sich der Begriff Stereotyp in der Sozialpsychologie von dem Begriff Stigma dahingehend, dass ein Stigma immer negativ ist und erst aufgrund eines Stereotyps entsteht. Ein Stereotyp andererseits muss nicht immer negativ sein – es kann auch positiv sein. Der Stigmabegriff ist maßgeblich auf den Soziologen Erving Goffman zurückzuführen, wobei das Wort Stigma aus dem Griechischen stammt und so viel bedeutet wie «Wund- oder Brandmal».
Vorurteile und Stereotype gelten in der Sozialpsychologie als zwei differenzierbare Aspekte von Einstellungen gegenüber sozialen Gruppen. In der sozialpsychologischen Forschung werden sowohl Vorurteile wie auch Stereotype dadurch definiert, dass das gefällte Urteil ausschließlich auf der Zugehörigkeit zu sozialen Kategorien beruht, während die individuellen Eigenschaften der Person außen vor gelassen werden. Während der Begriff Stereotyp kognitive Reaktionen auf eine Gruppe und ihre Mitglieder betont, steht bei Vorurteilen die emotionale Reaktion auf die Gruppe im Vordergrund. Dies steht im Einklang mit neueren Erkenntnissen der Neurowissenschaft, wonach Vorurteile und Stereotype auf voneinander relativ unabhängigen neurobiologischen Substraten beruhen. Die für Vorurteile relevanten Gehirnstrukturen sind eher mit der Verarbeitung von Emotionen und Einstellungen assoziiert, wie zum Beispiel die Amygdala, die an unmittelbaren Reaktionen auf bedrohliche Stimuli oder Affektivität beteiligt ist. Im Gegensatz dazu beruhen Stereotypen eher auf semantischen Netzwerken (Wissensrepräsentation und -anwendung), in denen beispielsweise der anteriore temporale Lappen (ATL) eine Rolle bei der Speicherung sozialen Wissens spielt.
Stereotype können in deskriptive und präskriptive Stereotype unterteilt werden. Deskriptive Stereotype beschreiben, welche Eigenschaften und Verhaltensweisen einer Gruppe zugeschrieben werden, präskriptive Stereotype beschreiben Verhaltensweisen, die von einer Gruppe erwartet werden, wobei das Nichtausführen dieser vorgeschriebenen Verhaltensweise negative Konsequenzen mit sich zieht. Wenn Frauen beispielsweise das präskriptive Stereotyp, sich submissiv zu verhalten, nicht einhalten, werden sie als weniger sympathisch eingestuft. Während nicht alle stereotypisierten Gruppen von präskriptiven Stereotypen betroffen sind, konnten präskriptive Aspekte bei Geschlechtstereotypen, Altersstereotypen und ethnischen Stereotypen nachgewiesen werden.

## Ursprünge des Begriffs
Der Begriff Stereotyp stammt ursprünglich aus dem Griechischen (stereos – starr, hart, fest und typos – Schlag, Prägung z. B. einer Münze) und wurde erstmals von Firmin Didot im Jahre 1798 eingeführt. Didot benutzte den Begriff, um ein Druckverfahren zu beschreiben, mit dem Kopien von Bildern erstellt werden können.
In den Sozialwissenschaften lässt sich der Begriff auf den Journalisten Walter Lippmann zurückführen. 1922 wurde der Begriff von Lippmann in seinem Buch „Public Opinion“ verwendet, um die Vorstellungsbilder zu beschreiben, die sich als vereinfachte und schematische Konzepte zwischen unsere äußere Welt und unser Bewusstsein schieben. In den folgenden zehn Jahren etablierte sich der Begriff in der Sozialpsychologie. Die Studie von Katz und Braly aus dem Jahr 1933 gilt als Beginn der sozialpsychologischen Erforschung von Stereotypen. In ihrer Studie untersuchten sie die Stereotype von Amerikanern gegenüber verschiedenen Ethnien. Darin wird der Begriff Stereotyp als „ein starrer Eindruck, der nur in geringem Masse mit der Realität übereinstimmt, und dadurch zustande kommt, dass wir zuerst urteilen und dann hinschauen“ definiert.

## Messung von Stereotypen
Die in der Sozialpsychologie angewandten Methoden zur Messung von Stereotypen können grob in zwei Kategorien eingeteilt werden, je nachdem ob es um die Messung der innerhalb einer Gesellschaft geteilten Stereotype geht oder um die Messung des individuellen stereotypischen Wissens.
Bei der Messung von kulturell geteilten Stereotypen wird den Versuchspersonen mitgeteilt, dass die Verbreitung von stereotypischem Wissen in der Gesellschaft von Interesse ist und nicht ihre persönliche Haltung. Dieses Verfahren wurde beispielsweise von Patricia Devine (1989) angewendet, um ihr Dissoziationsmodell zu entwickeln.

„The experimenter informed them that she was not interested in their personal beliefs but in their knowledge of the content of the cultural stereotype. Subjects were provided with a page with several blank lines on which to list the components of the stereotype.“

Kulturell geteilte Stereotype können auch mit einer Adjektivliste gemessen werden, die von den Studienteilnehmern beurteilt werden soll. Die Adjektivbeurteilung soll die vorherrschende gesellschaftliche Ansicht bezüglich einer gegebenen Gruppe wiedergeben. Diese Methode wurde popularisiert von Katz and Braly (1933) und wird weiter im Rahmen der Forschung zum Modell des Stereotypinhalts von Fiske et al. (2002) angewendet.
Im Unterschied zur Messung von kulturell geteilten Stereotypen wird die Erhebung individuellen stereotypischen Wissens durch Reaktivität erschwert. Der Begriff der Reaktivität beschreibt die Tatsache, dass das Verhalten der Studienteilnehmer durch ihr Wissen, beobachtet zu werden, beeinflusst wird. Dies gilt insbesondere bei sozial unerwünschten Konstrukten, was Forscher dazu zwingt, nicht-reaktive bzw. implizite Messmethoden anzuwenden.
Bei einer nicht-reaktiven Messmethode ist das Ergebnis der Messung weniger leicht durch die Teilnehmer beeinflussbar. Ein besonders prominentes Beispiel in Studien zu Stereotypen ist der Implicit Association Test (IAT), der im Rahmen des Project Implicit von Anthony Greenwald entwickelt wurde. Hierbei wird die Reaktionszeit bei der Kategorisierung von Reizen (z. B. Mitglieder sozialer Gruppen) unter verschiedenen Bedingungen gemessen. Unter der Annahme, dass eine stärkere Verknüpfung von Eigenschaften mit Gruppen im Gedächtnis eine schnellere Reaktion ermöglicht, werden aus Reaktionszeitdifferenzen Rückschlüsse auf die Stärker individueller Stereotype gezogen. Weitere Beispiele für nicht-reaktive Methoden sind die von Patricia Devine angewendete Modern Racism Scale oder biopsychologische bzw. neuropsychologische Marker wie die mit fMRI feststellbare Durchblutung des Gehirns.

## Stereotypinhalte
Stereotype beinhalten spezifische Eigenschaften, die einer sozialen Gruppe zugeschrieben werden. In der Sozialpsychologie existieren verschiedene Modelle, die es ermöglichen, diese spezifischen Stereotypinhalte auf breiteren Dimensionen abzubilden. Beispielsweise kann die spezifische stereotypische Überzeugung, dass Frauen schlechte Autofahrerinnen sind, je nach Modell der breiteren Dimension „Kompetenz“ oder „Agency“ zugeteilt werden.
Einige Stereotype sind weit verbreitet und jeder kann sie erkennen, während andere subtiler sind. Einige der gängigsten Stereotypen sind die folgenden: „Asiaten sind gut in Mathematik“, „Frauen sind sehr einfühlsam“ oder „Frauen wissen nicht, wie man Auto fährt“. Schwarzen Frauen wird oft zugeschrieben, dass sie sexuell manipulativ seien, zu lockeren Beziehungen mit mehreren Partnern neigen und deshalb oft ungewollte Schwangerschaften erleben. Die Hauptelemente der Definition des Stereotyps lassen sich in diesen Beispielen deutlich erkennen.

### Modell des Stereotypinhalts

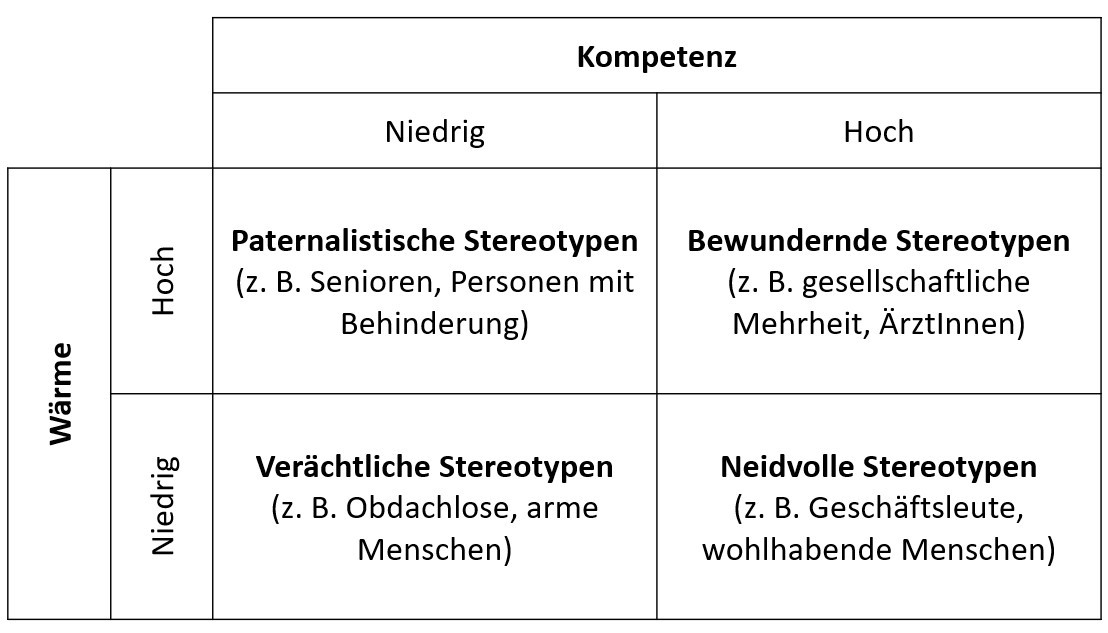
Modell des Stereotypinhalts, adaptiert von Fiske et al. (2002): Stereotype lassen sich anhand der Kombination der zwei Dimensionen Wärme und Kompetenz in vier Typen einteilen.

Das Modell des Stereotypeninhalts von Susan Fiske und anderen geht von der Annahme aus, dass sich die Inhalte von Stereotypen durch die Dimensionen Wärme und Kompetenz beschreiben lassen. Wärme fasst Eigenschaften zusammen, die mit der Wahrnehmung freundlicher oder feindlicher Absichten zu tun haben (freundlich, vertrauenswürdig). Kompetenz fasst zusammen, inwieweit die Gruppe entsprechend ihrer Absichten zu handeln imstande ist (intelligent, effizient).
Die Einschätzung einer Gruppe auf der Dimension der Wärme und der Kompetenz geschieht relativ unabhängig voneinander. Daher kann es sein, dass beispielsweise eine Gruppe als sehr warm und wenig inkompetent angesehen wird. Es sind also vier verschiedene Kombinationen möglich: Warm und kompetent, kalt und inkompetent, warm und inkompetent, sowie kalt und kompetent, wobei die beiden letztgenannten Kombinationen als ambivalente Stereotype bezeichnet werden. Je nachdem, welche Kombination auftritt, werden laut dem Modell verschiedene Emotionen und Verhaltenstendenzen ausgelöst.
Hohe Wärme/Hohe Kompetenz: Soziale Gruppen, die als sehr warm und kompetent angesehen werden, lösen bei den Betrachtern Bewunderung aus. Einer solchen sozialen Gruppe zugehörig sind beispielsweise Personen aus der Mittelschicht.
Hohe Wärme/Niedrige Kompetenz: Personen aus solchen sozialen Gruppen werden als vertrauenswürdig, jedoch wenig intelligent oder Selbstbewusst eingeschätzt. Dies hat zur Folge, dass Personen dieser Gruppen Mitleid und Sympathie auslösen und mit paternalistischen Vorurteilen konfrontiert sind. Dazu gehören Senioren, Frauen, sowie Kinder.
Niedrige Wärme/Hohe Kompetenz: Soziale Gruppen, die niedrige Wärme aber hohe Kompetenz aufweisen, lösen bei Betrachtern Neid und Eifersucht aus, weshalb hier oftmals neidische Vorurteile entstehen. Ein Beispiel für eine solche soziale Gruppe sind Banker, reiche Menschen oder Geschäftsleute.
Niedrige Wärme/Niedrige Kompetenz: Angehörige von sozialen Gruppen, die niedrige Wärme und Kompetenz aufweisen, lösen die Emotionen Verachtung und Ekel aus. Mitglieder dieser Gruppen sind daher verächtlichen Vorurteilen ausgesetzt. Hier sind als Beispiel Obdachlose, Immigranten oder arme Menschen zu nennen.

### Modell der dimensionalen Kompensation
Das Modell der dimensionalen Kompensation von Vincent Yzerbyt und anderen nimmt, ähnlich wie das Modell des Stereotypinhalts, an, dass gesellschaftliche Gruppen auf zwei fundamentalen Dimensionen eingeschätzt und bewertet werden: Wärme und Kompetenz. Das Modell macht Annahmen darüber, wie sich die Bewertungen auf den beiden Dimensionen gegenseitig beeinflussen.
Dazu ein Beispiel: Man soll Franzosen und Belgier miteinander vergleichen und hat das Stereotyp, dass Franzosen die einflussreichere Gruppe sind. Dem dimensionalen Kompensationsmodell zufolge, hätte dies zur Konsequenz, dass Franzosen höher in der Kompetenz eingeschätzt werden als in der Wärme. Damit zusammenhängend würden Belgier tiefer in der Kompetenz eingeschätzt werden und höher in der Wärme, um die Einstufung der Franzosen zu kompensieren. Genau dieses Szenario wurde von Yzerbyt und Kollegen 2005 in einer Studie getestet. Solche Muster zeigen sich auch in Experimenten mit fiktiven Gruppen. Wenn eine Gruppe als weniger kompetent dargestellt wird als eine andere Gruppe, neigen Beurteiler dazu, sie als wärmer einzuschätzen als die andere Gruppe (und umgekehrt).
Dieses Kompensationsverhalten stellt einen wichtigen Befund für das Verständnis von Stereotypisierung dar. Je nachdem, in welchem Kontext eine Gruppe eingeschätzt wird, kann es zu Veränderungen in der Einschätzung von Kompetenz und Wärme und dadurch auch zu Veränderungen in der Stereotypisierung der Gruppe kommen.

## Neuropsychologische Grundlagen von Stereotypen
Die Speicherung von sozialem semantischem Wissen erfolgt im anterioren Temporallappen (ATL). Die gespeicherten Informationen werden zum dorsalen präfrontalen Kortex (mPFC) und zum linken Gyrus frontalis inferior (IFG) übermittelt. Der mPFC integriert stereotypisches Wissen mit persönlichen Zielen, während der linke IFG Wissensstrukturen im Arbeitsgedächtnis abruft. Das Zusammenspiel des mPFC und des linken IFG unterstützt die Koordination von instrumentellem Verhalten. Zusammen bilden ATL, mPFC und linker IFG das stereotypisierende Netzwerk.
Die Unterdrückung von stereotypisierendem Verhalten erfolgt über ein regulatorisches Netzwerk, das aus dem rechten IFG, dem anterioren cingulären Kortex (ACC) und dem präfrontalen Kortex (PFC) besteht. Der ACC kann als ein Selbstüberwachungssystem beschrieben werden, dessen Funktion die Entdeckung von Konflikten zwischen automatischen stereotypischen Impulsen und aktuellen Zielen ist. Weiterhin dient der PFC, zusammen mit dem rechten IFG, der Hemmung von sozial unangemessenem Verhalten.

## Richtigkeit
Es ist eine weitverbreitete alltagspsychologische Grundannahme über Stereotype und Vorurteile, dass diese vor allem deshalb schädlich sind, weil sie falsch sind oder zumindest Übergeneralisierungen enthalten. Auch viele Sozialwissenschaftler erklären Stereotype für falsch, ohne empirische Evidenz für diese Behauptung zu liefern. Jedoch gibt es in der Realität tatsächlich Gruppenunterschiede, welche messbar und nachweisbar sind. Es wird argumentiert, dass es ohne Gruppenunterschiede gar keine Gruppen gäbe. Die Mehrheit der modernen Definitionen geht davon aus, dass Stereotype Überzeugungen über die Eigenschaften von Gruppen und ihren Mitgliedern sind, die mehr oder weniger richtig oder falsch sein können. In diesem Sinne gibt es empirische Evidenz, dass sich Gruppenunterschiede in unseren Überzeugungen gegenüber den jeweiligen Gruppen widerspiegeln. Jussim et al. (2017) kamen zum Schluss, dass einige Aspekte ethnischer und geschlechtsspezifischer Stereotype zutreffend sind, während Stereotype in Bezug auf politische Zugehörigkeit und Nationalität weit weniger zutreffend sind. Andersson et al. (2008) prüften, ob Personen das Geschlecht des Verfassers oder der Verfasserin eines persönlichen medizinischen Berichts erkennen können. Bei 62 % der Berichte wurde das Geschlecht akkurat identifiziert. Berichte, die kürzer und informativer bzw. sachlicher waren, wurden eher als männlich eingestuft, während längere und von Emotionen geprägte Berichte eher als weiblich gelesen wurden. Ebenfalls interessant zu beobachten war, dass Personen dieselben Aussagen unterschiedlich einordneten, je nachdem, ob sie dachten, sie wurden von einem Mann oder einer Frau verfasst.
Die Untersuchung der Richtigkeit von Stereotypen ist ein theoretisches, methodisches und politisches Minenfeld. Obwohl sich in der Forschung mittlere bis starke Effekte bezüglich Richtigkeit von Stereotypen zeigen, meiden viele Autoren dieses Thema und gehen nicht darauf ein. Nichtsdestotrotz bleibt es schwierig, den objektiven Wahrheitsgehalt von Stereotypen zu bestimmen. Brown (2010) erklärt dies anhand des Beispiels eines Vermieters, der nicht an schwarze Personen vermieten möchte, da diese in seinen Augen Ärger stiften könnten. Erstens müsste für die Beurteilung der Richtigkeit der Inhalt des Stereotyps objektiv messbar sein, dies ist oft gar nicht so einfach. Zweitens haben unterschiedliche Gruppen unterschiedliche Ansichten, was denn z. B. alles unter «Ärger stiften» fällt. Man kann schwer untersuchen, ob schwarze Mieter Ärger stiften, wenn nicht alle Parteien dieselbe Vorstellung davon haben, was Ärger ist. Drittens können Stereotype, selbst wenn sie einen gewissen Wahrheitsgehalt haben sollten, trotzdem schädlich sein (in diesem Fall z. B. zu Diskriminierung führen). Ein weiterer Punkt, der bei der Untersuchung der Richtigkeit von Stereotypen zu beachten ist, ist, dass die echten Unterschiede zwischen den Gruppen oft kleiner sind, als man glauben würde. Außerdem sind die Unterschiede zwischen den Gruppen oft kleiner als die Unterschiede zwischen den Personen innerhalb dieser Gruppen. Die Beurteilung der Richtigkeit von Stereotypen ist zudem abhängig davon, welche Hinweise (stereotypische Merkmale) in der Untersuchung verwendet werden und wie diese von den Versuchspersonen interpretiert werden.

## Funktionen
Stereotype sind in vielen Bereichen des sozialen Lebens bestimmend für unsere Wahrnehmungen und daraus resultierende Einstellungen und Handlungen. Die Funktionen von Stereotypen sind dementsprechend vielfältig. Sie reichen von kognitiven Verarbeitungsmechanismen, über Selbstaufwertung, bis hin zu Prozessen der Systemrechtfertigung. Im Folgenden werden wesentliche Funktionen erläutert:
Kognitive Abkürzungen
Durch die Stereotypisierung von sozialen Gruppen werden diese auf (vermeintlich) typische Eigenschaften reduziert, die ein heuristisches und damit vereinfachtes Denken erlauben. Stereotypisierung erfüllt demnach auf adaptive Weise die Funktion einer kognitiven Abkürzung („mental shortcut“), durch die Menschen ihre komplexe soziale Umwelt ökonomischer verarbeiten können.
Selbstaufwertung
Gemäß der Theorie der sozialen Identität von Tajfel und Turner streben Individuen nach einer positiven Selbsteinschätzung. Teil dieser Selbsteinschätzung ist die soziale Identität, die wiederum aus der Bewertung der eigenen Mitgliedschaft in bestimmten sozialen Gruppen zustande kommt. Die Bewertung der Gruppenmitgliedschaft geschieht durch Vergleiche mit anderen relevanten Gruppen. Geleitet von diesem Bedürfnis nach einer positiven Selbsteinschätzung wird folglich die Eigengruppe aufgewertet und die Fremdgruppe durch negative Stereotype abgewertet. Dieser Prozess wird auch positive Intergruppendifferenzierung genannt.
Bei der Stereotypisierung von anderen spielt auch Projektion eine Rolle, welche den Prozess der Wahrnehmung von eigenen unerwünschten Eigenschaften in anderen zum Schutz des Selbstbildes beschreibt. Nach Gordon Allport informieren Stereotypen einen Wahrnehmenden darüber, „welche Eigenschaften er auf die eine Gruppe projizieren sollte und welche auf die andere“. So hat jemand der seine eigenen negativen Eigenschaften auf andere projiziert, nicht den Eindruck, dass er die Realität verzerrt, sondern dass sein Urteil gerechtfertigt ist. Allport sieht stereotypisierte Personen als „lebende Tintenkleckse“, denen man seine eigenen ungünstigen Eigenschaften zuschreiben kann. In Experimenten wurde gezeigt, dass eine Bedrohung des Selbst die Zugänglichkeit der bedrohten Beurteilungsdimension erhöht. Beispielsweise konnten Versuchsteilnehmer, nachdem sie berichten sollten, wie sie in der Vergangenheit bei einer intellektuellen Aufgabe versagt haben, schneller das Merkmal mangelnder Intelligenz bei Studenten-Athleten bestätigen als andere stereotypische Merkmale.
Erklärung und Rechtfertigung
Die Theorie der Systemrechtfertigung (engl. System Justification Theory) postuliert eine psychologische Tendenz, das vorherrschende System zu rechtfertigen und zu rationalisieren, selbst wenn dies auf Kosten von persönlichen und Eigengruppeninteressen geht. Diese Rechtfertigung und Rationalisierung wird über den Einsatz von Stereotypen bewerkstelligt, die gegebene soziale Strukturen reflektieren und gleichzeitig rechtfertigen. So werden beispielsweise Frauen entsprechend ihres traditionellen Rollenbildes als Hausfrau als eher kommunal (engl. communal) gesehen und Männer entsprechend ihres traditionellen Rollenbildes als erwerbstätige Ernährer als eher agentisch (engl. agentic) gesehen. Die Folge ist der Erhalt des gesellschaftlichen Status Quo. Weiterhin nimmt die Theorie an, dass Stereotype der Erklärung und Rechtfertigung von Krieg, Verfolgung von Gruppen und systematischer Benachteiligung von Gruppen dienen. Insgesamt entsteht durch Stereotype der Eindruck, dass Machtdifferenzen zwischen Gruppen in einer Gesellschaft legitim und natürlich sind.
Eine wichtige Rolle spielen dabei sogenannte komplementäre Stereotype, bei denen die positive Inhalte durch negative Inhalte ausgeglichen werden (und umgekehrt), wie es bei den Stereotypen „Arm, aber glücklich“ und „Reich, aber unglücklich“ deutlich wird. In diesem Sinne haben sowohl Gruppen mit niedrigem als auch Gruppen mit hohem Status eigene Stärken und Schwächen, so dass das illusorische Gefühl entsteht, die Wertigkeiten der beiden Gruppen seien einigermaßen ausgeglichen. So soll beispielsweise wohlwollender Sexismus, durch den Frauen als allgemein netter, wärmer und schützenswerter als Männer gesehen werden, das patriarchalische System rationalisieren.
Ganz allgemein können Stereotype den Prozess der Attribution unterstützen, mit dem Menschen die Ereignisse und Handlungen in ihrer Umgebung erklären. Stereotype über die Gruppe der handelnden Person beeinflussen dann die emotionalen Reaktionen und Verhaltensabsichten gegenüber der stereotypisierten Personen, insbesondere bei Interaktionen mit unbekannten Gruppen. Die von Stereotypen abgeleiteten Ursachen können dann nach ihrer Stabilität, ihrem Ort (intern/extern) und ihrer Kontrollierbarkeit klassifiziert werden. Beispielsweise mag das Stereotyp über Arme beinhalten, dass sie unverschuldet in finanzielle Nöte geraten sind (unkontrollierbar), während das Stereotyp über Sozialhilfeempfänger Eigenschaften wie Faulheit (kontrollierbar) unterstellen mag. Daraus ergeben sich unterschiedliche Reaktionen: Sympathie oder Verärgerung.

## Entstehung und Aufrechterhaltung
In der Forschung darüber, wie Stereotype entstehen und aufrechterhalten werden, wird größtenteils davon ausgegangen, dass Urteilsbildung und Verhalten in sozialen Kontexten durch zwei Arten kognitiver Prozesse bestimmt werden: automatische (unbewusste) und kontrollierte (bewusste) Prozesse. Weitgehend wird davon ausgegangen, dass Stereotypisierung hauptsächlich ein automatischer Prozess ist. Heuristiken gehören zu den automatischen Prozessen und kommen besonders dann zum Einsatz, wenn Effizienz gefragt ist, die Person kognitiv ausgelastet ist, oder einfach nur ein schnelles Urteil gebildet werden soll.

### Stereotypbildung durch Heuristiken
Stereotype können Menschen als Heuristiken dienen, aber auch durch solche entstehen. Ein anschauliches Beispiel ist die Verfügbarkeitsheuristik. Verfügbarkeit bedeutet in diesem Kontext, wie leicht es einer Person fällt Informationen über ein Ereignis abzurufen. Die Leichtigkeit, mit der Information abgerufen werden kann, hängt von verschiedenen Faktoren ab, so zum Beispiel von der wahrgenommenen Häufigkeit eines Ereignisses oder davon, ob unser Zugang zu relevanten Ereignissen mehr oder weniger Aufwand erfordert (Gefühl leichteren Zugangs zu Beispielen aus unserem Gedächtnis). Forschung zu Stereotypen in den 70er Jahren fand, dass Menschen dazu tendieren, extreme Ereignisse (Individuen, Handlungen etc.) aus einer Gruppe von Ereignissen besser zu erinnern als weniger extreme – sie sind leichter abzurufen. Wenn wir also einer Gruppe von Individuen begegnen, werden wir im Nachhinein die extremen Beispiele dieser Gruppe als repräsentativ empfinden. Durch solche Prozesse können wiederum Stereotype entstehen und aufrechterhalten werden.

### Stereotype als Heuristik
Stereotype werden tendenziell automatisch aktiviert. Dies liegt unter anderem daran, dass Menschen unbewusst versuchen, Ereignisse mentalen Kategorien zuzuschreiben, um sich schnell und effizient in ihrer Umwelt zu orientieren. In der Forschung wird dieses Vorgehen auch als Repräsentativitätsheuristik bezeichnet. Bei diesem Prozess wird das vorliegende Ereignis mit Prototypen von Ereigniskategorien abgeglichen und mit der passendsten Kategorie assoziiert.  Solche Kategorien können auch Stereotype sein. So können Stereotype wiederum selbst als Heuristiken wirken.

### Erklärung durch Pseudokontingenzen
Es gibt theoretische Annahmen, welche die Rolle der Verfügbarkeitsheuristik als Stereotypisierungsprozess in Frage stellen, z. B. das Konzept der Pseudokontingenzen (englisch pseudocontingencies) von Klaus Fiedler und Peter Freytag.  Per Definition ist die Verfügbarkeitsheuristik eine Faustregel, die darauf basiert, wie gut Informationen aus dem Gedächtnis abgerufen werden können. Die Idee der Pseudokontingenzen legt jedoch nahe, dass Stereotypisierung eher auf statistischen Fehlschlüssen beruht, anstatt darauf, dass das Gedächtnis bestimmte Arten von Informationen besser speichern und abrufen kann als andere.

### Kultivationshypothese
Ein wichtiger Aspekt bei der Betrachtung der Entstehung und Aufrechterhaltung von Stereotypen ist die Medienwelt; Radio, Film, Fernsehen, und seit dem einundzwanzigsten Jahrhundert soziale Medien wurden im Rahmen der Kultivationshypothese von George Gerbner thematisiert.
Die Kultivationshypothese postuliert, dass Menschen, die häufig Medien konsumieren (Vielseher) ein Bild der Welt haben, das sich mehr mit der Welt, wie sie im Fernsehen dargestellt wird, deckt, als es das Weltbild von Menschen, die wenig Medien konsumieren (Wenigsehern) tut. Vielseher würden dementsprechend homogenisierte Ansichten teilen (auch „mainstreaming“ genannt). Besonders relevant wird dieser Einfluss, wenn durch die Wiederholung bestimmter Stereotype durch die Medien deren Zugänglichkeit erhöht wird. So könnte beispielsweise bei der Frage, ob Ausländer kriminell sind, eher auf ein stereotypes Bild von Ausländern zurückgegriffen werden. Im Bereich des Fernsehens konnte gezeigt werden, dass Vielsehen mit der Zugänglichkeit von Stereotypen korreliert und eine Erklärung für den Kultivationseffekt darstellen könnte.
Metaanalysen haben gezeigt, dass die Kultivationshypothese bis heute Relevanz behält. Es wurden ähnlich große aggregierte Effektstärken für die Kultivierung durch das Fernsehen (r = .107), sowie aus neueren Studien für die Kultivierung durch soziale Medien (r = .123) gefunden, wobei der Kultivierungseffekt von sozialen Medien auf jüngere Menschen größer ist als auf ältere Menschen.

## Aktivierung und Anwendung
Stereotype werden nicht immer bewusst verarbeitet. Unterschieden wird hierbei die Aktivierung und die Anwendung von Stereotypen, die man auf verschiedene Arten messen kann. Die Aktivierung beschreibt den Prozess, durch den Stereotype zugänglich gemacht werden. Dies ist nicht immer bewusst und zeigt sich oft nur indirekt. Die Anwendung beschreibt hingegen, wie sich Stereotypisierung im Verhalten oder in der Urteilung einer Person zeigt, was häufig ein bewusster Prozess ist. Zur Aktivierung und Anwendung von Stereotypen existieren eine Vielzahl von Modellen, von denen einige in den folgenden Abschnitten erklärt werden.

### Das Kontinuummodell der Eindrucksbildung
Das Kontinuummodell der Eindrucksbildung (Susan Fiske & Steven Neuberg, 1990) geht davon aus, dass die Wahrnehmung von Individuen von Stereotypen beeinflusst werden kann. Laut dem Modell sortieren Menschen eine Person, die sie beurteilen möchten, zunächst in eine bestimmte Kategorie (z. B. Mann oder Frau) ein und prüfen, ob das Wissen über diese Kategorie (d. h. das Stereotyp) mit der Beobachtung stimmig ist. Erst wenn die Kategorie nicht zu passen scheint und auch weitere in Erwägung gezogene Kategorien nicht passen, werden persönliche Eigenschaften einer Person genau analysiert und somit eigene stereotypische Denkmuster genauer durchdacht. Eine wichtige Rolle in diesem Prozess des Übergangs von einer kategorienbezogenen zu einer individuellen Einschätzung spielen gemäß Fiske und Neuberg vier Faktoren, die ein Zusammenspiel zwischen motivationalen- und Aufmerksamkeitsfaktoren darstellen. Ein motivationaler Faktor ist insbesondere das erwünschte Ziel der Interaktion. Das heißt, es wird abgeschätzt, ob ein genauer oder ein bestimmter Eindruck wichtig ist, um ein erwünschtes Ergebnis zu erreichen. Auch stellt die Relevanz des Gegenübers (oder dessen Handlungen) für die eigene Person einen wichtigen motivationalen Faktor dar, der die Motivation erhöht, sich einen genaueren Eindruck der anderen Person zu verschaffen. Weitere motivationale Faktoren sind persönliche Werte wie beispielsweise Vorurteile sowie ob die Notwendigkeit einer Rechtfertigung der Einschätzung gegenüber einer Drittperson besteht. Zudem muss eine Person über die notwendigen kognitiven Ressourcen verfügen, um auf dem Kontinuum von der kategoriebasierten Bewertung weiter in die individualisierte Eindrucksbildung zu gelangen. Dies erfordert Zeit und Aufmerksamkeit. Erst wenn alle diese Faktoren erfüllt sind, kann eine individualisierte Einschätzung und so eine Abwendung von kategoriebasierter (stereotypischer) Beurteilung stattfinden.

### Das Dissoziationsmodell
Patricia Devine zeigte in ihren Studien, dass automatische (Aktivierung von Stereotypen) und kontrollierte Prozesse (Anwendung von Stereotypen) unabhängig voneinander ablaufen können und entwickelte das Dissoziationsmodell. Stereotype werden erlernt, bevor Menschen eine bewusste Haltung gegenüber sozialen Gruppen erlangen. Somit kann bei allen Menschen, unabhängig von ihrer Vorurteilsneigung, automatisch ein kulturell geteiltes Stereotyp durch bestimmte Reize aktiviert werden. Dieser Vorgang wird als Priming bezeichnet. Wenn die Aktivierung des Stereotyps jedoch im Widerspruch zur persönlichen Überzeugung steht, kommen kontrollierte Prozesse ins Spiel, die diese automatische Verarbeitung unterdrücken. Dies erfordert Motivation, Anstrengung und volle Bewusstheit. Falls das Stereotyp nicht im Konflikt mit der persönlichen Überzeugung steht, wird eine stereotypgeleitete Reaktion gezeigt.

### Der Bumerangeffekt
Ein Beispiel für die unkontrollierte Anwendung von Stereotypen ist der Bumerangeffekt. Dieser Effekt beschreibt, dass stereotype Gedanken unwillkürlich aktiviert und angewandt werden, nachdem diese zuvor aktiv unterdrückt wurden. Wenn eine Person also versucht, ihre Stereotype über eine bestimmte Gruppe zu unterdrücken, funktioniert dies normalerweise für eine Weile. Sobald die stereotypischen Gedanken aber nicht mehr aktiv unterdrückt werden, kehren sie stärker zurück als zuvor und es werden mehr Stereotype benutzt als bei Personen, die ihre stereotypen Gedanken davor nicht unterdrückt haben. In einer Studie von Neil Macrae et al. (2003) wurden die Versuchspersonen beispielsweise gebeten, einen kurzen Text über einen Skinhead zu schreiben. Sie wurden entweder instruiert, keine stereotypen Beschreibungen zu verwenden, oder erhielten keine Anweisungen über die Verwendung von Stereotypen. In einer späteren Aufgabe mussten die Versuchspersonen einen weiteren Text über einen anderen Skinhead schreiben, allerdings wurden in der zweiten Aufgabe keine der Teilnehmenden instruiert, auf stereotypische Beschreibungen zu verzichten. Es konnte gezeigt werden, dass die Personen, die ihre stereotypischen Gedanken in der ersten Aufgabe unterdrücken mussten, in der zweiten Aufgaben mehr Stereotypen benutzten, als Personen, die nicht zur Stereotypenunterdrückung angewiesen wurden.
Erklärt wird der Bumerangeffekt mit dem Modell der Gedankenkontrolle von Daniel Wegner und Ralph Erber (1992). Demnach braucht es zur Gedankenunterdrückung gleichzeitig einen automatischen und einen kontrollierten Prozess im Gehirn. Der automatische Prozess sucht nach den Gedanken, die unterdrückt werden sollen, und der kontrollierte Prozess unterdrückt diese. Dadurch, dass der automatische Prozess konstant nach den zu unterdrückenden Gedanken sucht, werden diese aber unterbewusst präsent und somit aktiviert und angewandt, sobald der kontrollierte Prozess der Gedankenunterdrückung beendet wird.

## Konsequenzen

### Diskriminierung bei der Personalauswahl
Die in der Gesellschaft verbreiteten Stereotype können zu einer Ungleichbehandlung von Menschen führen, welche aufgrund gewisser sozialer, kultureller, ethnischer oder rassistischer Aspekte in Gruppen eingeteilt werden. Eine solche Ungleichbehandlung lässt sich beispielsweise bei der Personalauswahl beobachten. In Feldexperimente wurden zwei praktisch identische Bewerbungen versendet, wobei der einzige Unterschied die ethnische Zugehörigkeit des Bewerbers darstellte. Diese wurde durch den Namen des Bewerbers verdeutlicht, welcher entweder eine Zugehörigkeit zur Minderheit (minority group) oder Mehrheit (majority group) suggerierte. In einer Metaanalyse von Zschirnt & Ruedin (2016) wurden die Ergebnisse mehrerer Studien, in denen solche Feldexperimente auf ähnliche Weise durchgeführt wurden, systematisch zusammengefasst. Die Ergebnisse der Metaanalyse bestätigen die Annahme, dass Angehörige ethnischer Minderheitsgruppen im Laufe des Einstellungsprozesses diskriminiert werden. Es zeigte sich, dass Minderheitsgruppen 49 % weniger Chancen haben, zu einem Vorstellungsgespräch eingeladen zu werden als Angehörige der Mehrheitsgruppe. Dieses Diskriminierungsmuster erwies sich als relativ robust über verschiedene Länder und wirtschaftliche Situationen hinweg.

### Shooting Bias
Im Bereich der Strafjustiz können kategoriebasierte Urteile beispielsweise durch die spontane, blitzschnelle Reaktion eines Polizeibeamten schwerwiegende Konsequenzen haben. In der Sozialpsychologie gibt es in diesem Zusammenhang den Begriff des «shooting bias», welcher die scheinbare Tendenz bei der Polizei beschreibt, häufiger auf Schwarze als auf Weiße zu schießen, selbst wenn diese unbewaffnet sind. Inwiefern Stereotype über Schwarze bzw. ethnische Minderheiten für diesen «racial bias» eine Rolle spielen könnte, wurde in einer Studie von Correll et al. (2007) untersucht. In dieser Studie spielten Versuchspersonen ein Videospiel, in dem sie weißen und schwarzen Menschen begegneten, die jeweils bewaffnet oder unbewaffnet waren. Die Versuchspersonen hatten die Aufgabe, auf Bewaffnete zu schießen, nicht aber auf die unbewaffneten, egal ob es sich dabei um schwarze oder weiße Menschen handelte (sog. shoot/don’t shoot task). Es zeigte sich, dass Versuchspersonen schnell und genau reagierten, wenn die Zielperson den kulturellen Stereotypen entsprach (bewaffnete Schwarze, unbewaffnete Weiße), aber langsam und ungenau reagierten, wenn die Zielperson diese Stereotype verletze (unbewaffneter Schwarze, bewaffneter Weiße). Die Autoren haben in Bezug auf diese Ergebnisse die Vermutung geäußert, dass Stereotype die Reaktionen in shoot/don’t shoot tasks systematisch verzerren und dass dabei vor allem die Eigenschaft «gefährlich» als eine Komponente des Stereotyps über Schwarze eine große Rolle spielt.

### Bedrohung durch Stereotype
Bedrohung durch Stereotype (engl. stereotype threat) beschreibt das Phänomen, dass Menschen Angst haben, ein negatives Stereotyp über ihre soziale Gruppe zu bestätigen, wodurch sich ihre Leistung in einer Testsituation verschlechtert. Claude Steele und Joshua Aronson zeigten 1995 erstmals in einem Experiment, dass Bedrohung durch Stereotype die Leistung in standardisierten Tests mindern kann. Bedrohung durch Stereotype wurde in diversen sozialen Gruppen festgestellt, die etwa anhand von Merkmalen wie Geschlecht, ethnischer Abstammung und Sexualität definiert wurden. Bedrohung durch Stereotype wurde in mehreren Metaanalysen untersucht. Paulette Flore und Jelte Wicherts (2015) führten eine Metaanalyse zum Effekt von Stereotypen auf die Leistung von Mädchen in standardisierten Mathematiktests durch, bei der sehr kleine Effektstärken gefunden wurden. Die Struktur der Ergebnisse deutet außerdem darauf hin, dass es sich teils um falsch-positive Ergebnisse handeln könnte, die aufgrund von Publikationsbias veröffentlicht wurden. Das Gegenteil der Bedrohung durch Stereotype besteht in einem Stereotype Boost, wonach Personen höhere Leistungen erbringen, wenn ihnen positive Stereotype über ihre soziale Gruppe bewusst gemacht werden. Um Stereotype Lift handelt es sich, wenn Personen höhere Leistung erbringen, wenn ihnen negative Stereotype über andere soziale Gruppen bewusst gemacht werden.

### Interpretationen von Rückmeldungen
Negative Rückmeldungen, z. B. wie unsympathisch oder inkompetent andere Menschen einen finden, sind für Mitglieder stereotypisierter Gruppen oft mehrdeutig: Die Rückmeldung kann sowohl als objektive Einschätzung als auch als Resultat von Diskriminierung und negativen Stereotypen betrachtet werden. Betroffene Individuen nehmen Feedback nicht gleich an, wenn sie vermuten, dass es von einer Person stammt, die möglicherweise von diesen negativen Stereotypen beeinflusst ist. Die Attribution unterscheidet sich deutlich von der, die erfolgt, wenn die Rückmeldung von einem Mitglied gleichen sozialen Gruppe gegeben wird.
Die Attribution von negativen Rückmeldungen auf Diskriminierung dient dem Schutz des Selbstwertgefühls, der Vermeidung negativer Emotionen und in manchen Fällen einer Verbesserung der Leistung. Ebenso wird positives Feedback nicht der authentischen Anerkennung eigener Leistungen zugeschrieben, sondern eher dem Mitleid. Diese Attribution hat nachteilige Auswirkungen auf das Selbstwertgefühl.

### Selbsterfüllung
Stereotype können sich selbst erfüllen. Dies wurde z. B. in einer Studie von Snyder et al. gezeigt. In der Studie sollten Männer mit einer Frau ein Telefonat führen, die sie sich aufgrund eine Fotos als vermeintlich attraktiv oder vermeintlich unattraktiv vorstellten. Es stellte sich heraus, dass die Männer, die dachten, dass sie mit einer attraktiveren Frau redeten, die Frau am Telefon als u. a. wärmer und kontaktfreudiger einstuften. Dies hatte zur Folge, dass sich auch die Frau am anderen Ende freundlicher verhielt. Dies ist ein Beispiel dafür, wie sich ein Stereotyp selbst erfüllen kann. Diese Erkenntnis hat wiederum Implikationen für die Aufrechterhaltung von Stereotypen.

## Stabilität und Veränderung
Stereotype können uns helfen, uns in einem sozial komplexen Umfeld zu orientieren, und sie sind auch in der Lage, uns ein Gefühl der sozialen Zugehörigkeit zu vermitteln. Würden sich Stereotype in kurzer Zeit immer wieder ändern, wären diese nützlichen Funktionen nicht mehr gegeben. Eines der bestimmenden Merkmale von Stereotypen ist also, dass sie über einen bestimmten Zeitraum hinweg stabil sind. Betrachtet man Stereotype jedoch über einen längeren Zeitraum, so scheinen sie durchaus veränderlich zu sein. Dies zeigt sich zum Beispiel bei den Geschlechterstereotypen: Wurden die Menschen in den 1940er Jahren gefragt, ob sie die Eigenschaft „Kompetenz“ eher Männern, Frauen oder beiden gleichermaßen zuschreiben würden, so schrieben die meisten Menschen diese Eigenschaft den Männern zu. Im Jahr 2018 hingegen schreiben die meisten Menschen die Eigenschaft „Kompetenz“ beiden Geschlechtern gleichermaßen zu. Der Grund für diese Veränderung der Stereotypen ist die Veränderung der sozialen Rollen im Laufe der Zeit. Stereotype entstehen durch die Beobachtung von Mitgliedern sozialer Kategorien, die sich entsprechend der für diese Kategorie typischen sozialen Rolle verhalten. Zum Beispiel würde man von der sozialen Kategorie „kompetente Personen“ erwarten, dass sie berufstätig und gut ausgebildet sind. Da in den 1940er Jahren die Mehrheit der Männer erwerbstätig war und Zugang zu Bildung hatte, wurde das Attribut „kompetent“ zu dieser Zeit auch eher Männern zugeschrieben. Da jedoch die Erwerbstätigkeit von Frauen und ihr Zugang zu Bildung im Laufe der Zeit zugenommen haben, wird das Attribut „Kompetenz“ heute beiden Geschlechtern gleichermaßen zugeschrieben. Da sich also die sozialen Rollen, in diesem Beispiel die Geschlechterrolle, in einer Gesellschaft im Laufe der Zeit ändern, ändern sich auch die Stereotypen im Laufe der Zeit.

### Transformation von Stereotypen
Bei der Veränderung von Stereotypen spielt die Begegnung mit stereotyp-inkonsistenten Mitgliedern der stereotypisierten Gruppe eine wichtige Rolle. Bei zu starker Abweichung vom Stereotyp wird die betreffende Person als „Ausnahme“ wahrgenommen, die Fachliteratur spricht hier von Subtyping. Das Stereotyp bleibt unverändert. Bei wiederholter Begegnungen dieser Art wird eine Subgruppe des Stereotyps gebildet, die zur Differenzierung des Stereotyps beitragen kann. Hierzu ein Beispiel: Wenn ein weißer, gut verdienender Anwalt aus der Mittelklasse ein introvertiertes Verhalten zeigt, wird das Stereotyp eher angepasst (Die Erwartung, dass Anwälte extrovertiert sind, wird verletzt), als wenn der Anwalt schwarz und introvertiert ist, was für das Stereotyp über Anwälte untypisch ist. Für den weißen introvertierten Anwalt wird eine Subgruppe des Stereotyps gebildet. Beim schwarzen introvertierten Anwalt findet subtyping statt.

## Interventionen
Laut der Sozialpsychologin Juliane Degner existieren unterschiedliche Interventionen und Strategien, um Stereotype abzubauen. Jedoch existiert eine große Lücke zwischen Forschung und Praxis. Dies bedeutet, dass im Labor ein Großteil der Interventionen bei Stereotypen erfolgreich ist, sich diese Effekte jedoch nicht auf den Alltag übertragen lassen. In Laborstudien wurden wirkungsvolle Interventionen bei impliziten Stereotypen untersucht. Dabei wurden beispielsweise den Versuchspersonen Kontraststereotype (mit vorherrschendem Stereotyp inkonsistente Exemplare) gezeigt; anschließend wurde mittels impliziten Assoziationstests (IAT) die Aktivierung von impliziten, also unbewussten Stereotypen gemessen. Hierbei wird kritisiert, dass solche Ergebnisse nicht im alltäglichen Kontext repliziert werden können, weil der IAT nur im Labor angewendet werden kann und die Reliabilität dieses Messinstruments unzureichend ist. In Feldstudien wurden weitere Interventionen untersucht, die Unterricht zu Vorurteilen und Intergruppenkonflikten, die Teilnahme an einem kulturellen Musikprogramm und Unterricht bei einer weiblichen Lehrperson beinhalteten. Hierbei zeigen die Ergebnisse keine langfristige Reduktion von Stereotypen über den Untersuchungszeitraum hinaus. Die prinzipielle Wirksamkeit von Interventionen wurde jedoch im Labor nachgewiesen.
Zu einer wirkungsvollen Intervention außerhalb von Laboruntersuchungen zählt der Intergruppenkontakt. Dabei wird der Kontakt zwischen zwei Gruppen auf unterschiedliche Weise gestärkt und gefördert. Damit diese Intervention erfolgreich ist, müssen gewisse Bedingungen erfüllt sein: Dazu zählen gleicher Status, übergreifende Zusammenarbeit, gemeinsame Ziele, unterstützende Normen durch Außenstehende und Freiwilligkeit der Kontakterfahrung. Ist dies der Fall, können nachhaltig Stereotype abgebaut werden. Dass alle genannten Bedingungen erfüllt sind, stellt eine Herausforderung für die Praxis dar, weil diese je nach Situation nur schwer beeinflusst werden können. Bei einem Misserfolg des Intergruppenkontakts besteht die Möglichkeit, dass Stereotype bestätigt oder sogar verstärkt werden. Das Problem bei einem Großteil der Interventionen ist, dass diese größtenteils auf der Ebene des Individuums ansetzen. Degner betont, dass es nicht nur individueller, sondern gesamtgesellschaftlicher und somit struktureller Veränderung bedarf, um Stereotype nachhaltig abzubauen.